# Babica (Pologne)
Pour les articles homonymes, voir Babica.
Babica est une localité polonaise de la gmina de Czudec, située dans le powiat de Strzyżów en voïvodie des Basses-Carpates.